# Ihor Jaroslavovyč Chudob"jak
Ihor Jaroslavovyč Chudob"jak (in ucraino Ігор Ярославович Худоб'як?; Ivano-Frankivs'k, 20 febbraio 1985) è un calciatore ucraino, centrocampista dello Xylotymbou.